# Faouz Faidine Attoumane
Pour les articles homonymes, voir Attoumane.
Faouz Faidine Ali Attoumane (né le 4 janvier 1994 à Fomboni) est un footballeur international comorien évoluant au poste de milieu de terrain pour le FC Nouadhibou en première division mauritanienne ainsi qu'avec la sélection des Comores.

## Biographie

### Carrière en club
Faouz Faidine Attoumane évolue d'abord au Fomboni Football Club où il remporte le Championnat des Comores en 2014 et la Coupe des Comores en 2015. En décembre 2017, il s'engage à l'AS Gémenos. Il revient au Fomboni FC en novembre 2018. Après un passage au Volcan Club puis un retour au Fomboni FC début octobre 2020, il rejoint en novembre 2020 le club mauritanien du FC Nouadhibou. En mai 2021, il est sacré champion de Mauritanie avec le FC Nouadhibou.

### Carrière internationale
Faouz Faidine Attoumane réalise ses débuts avec l'équipe nationale des Comores lors d'un match de qualification pour le Championnat d'Afrique des nations de football 2016 contre le Zimbabwe le 21 juin 2015 (défaite 2-0). Il dispute les éliminatoires de la Coupe du monde de football 2018, les qualifications à la Coupe d'Afrique des nations de football 2017, les qualifications à la Coupe d'Afrique des nations de football 2019, les qualifications pour le Championnat d'Afrique des nations de football 2018, la Coupe COSAFA 2018, la Coupe COSAFA 2019 et les Jeux des îles de l'océan Indien 2019. Il est convoqué en mars 2021 pour les qualifications à la Coupe d'Afrique des nations ainsi qu'en juin 2021 pour le tour de qualification de la Coupe arabe de la FIFA 2021..